# Incident de la Nouvelle Quatrième armée
Guerre civile chinoise
Batailles
- Récolte d'automne
- Baise
- Commune de Canton
- Nanchang

- Jiangxi (en)
- Hubei-Henan-Anhui (en)
- Honghu (en)
- Hubei-Henan-Shaanxi (en)
- Shaanxi-Gansu (en)

- Jiangxi (en)
- Hubei-Henan-Anhui (en)
- Honghu (en)
- Hubei-Henan-Shaanxi (en)
- Shaanxi-Gansu (en)

- Jiangxi (en)
- Hubei-Henan-Anhui (en)
- Honghu (en)
- Soulèvement de Ningdu (en)
- Hubei-Henan-Shaanxi (en)
- Shaanxi-Gansu (en)

- Jiangxi (en)
- Hubei-Henan-Anhui (en)
- Hunan-ouest Hubei (en)

- Jiangxi (en)
- Hubei-Henan-Anhui (en)

- Wannan
- Campagne d'ouverture
- Yetaishan
- Jiangsu Sud
- Baoying
- Yongjiazhen
- Tianmen
- Linyi
- Wuhe
- Yinji
- Huaiyin-Huai'an (en)
- Xinghua (en)
- Dazhongji (en)
- Lingbi (en)
- Zhucheng (en)
- Lishi (en)
- Pingdu (en)
- Taixing (en)
- Shangdang (en)
- Wuli (en)
- Xiangshuikou (en)
- Rugao (en)
- Weiguangnuan (en)
- Shicun (en)
- Opération Beleaguer (en)
- Houmajia (en)
- Handan (en)
- Pacification du Nord-Est (en)
- Shaobo (en)
- Gaoyou (en)
- Tangguo (en)
- Houma (en)
- Siping (1re) (en)
- Siping (2e) (en)
- Plaine du Nord (en)
- Voie ferrée Tongpu Sud (en)
- Datong–Jining (en)
- Longhai (en)
- Dapu (en)
- Ruhuang (en)
- Dingtao (en)
- Linfu (en)
- Zhengtai (en)
- Datong-Puzhou (en)
- Huaiyin–Huai'an (en)
- Yan'an (en)
- Kalgan (en)
- Lüliang (en)
- Linjiang (en)
- Guanzhong (en)
- Beitashan (en)
- Baoding Sud (en)
- Niangziguan (en)
- Tang'erli (en)
- Menglianggu (en)
- Été 1947, Nord-Est (en)
- Heshui (en)
- Siping (3e) (en)
- Baoding Nord (en)
- Nanlin (en)
- Crête du Méridien (en)
- Rivière Daqing Nord (en)
- Automne 1947, Nord-Est (en)
- Mont Funiu (en)
- Hiver 1947, Nord-Est (en)
  - Gongzhutun (en)
- Pic du phénix (en)
- Tai'an Ouest (en)
- Jingzhong (en)
- Linfen (en)
- Zhouzhang (en)
- Hebei-Rehe-Chahar (en)
- Yanzhou (en)
- Shangcai (en)
- Liaoshen (en)
  - Changchun
  - Jinzhou (en)
  - Tashan (en)
- Jinan (en)
- Taiyuan (en)
- Huaihai (en)
  - Shuangduiji (en)
- Jiulianshan (en)
- Pingjin (en)
  - Tianjin (en)

- Chine Nord (en)
- Chine Sud-centre (en)
- Chine Est (en)
- Dabieshan (en)
- Chine Nord-Ouest (en)
- Wupin (en)
- Chine Sud-Ouest (en)
- Longquan (en)
- Canton Nord (en)
- Guizhou Nord-Est (en)
- Hunan-Hubei-Sichuan (en)
- Hunan Ouest (en)
- Shiwandashan (en)
- Liuwandashan (en)
- Guangxi Ouest (en)

- Shanghai (en)
- Lanzhou (en)
- Ningxia (en)
- Nanchuan (en)
- Guangxi (en)
  - Bobai (en)
- Chengdu (en)
- Bamianshan (en)
- Tianquan (en)
- Yiwu (en)
- Insurrection islamique du Kuomintang (en)
- Frontière sino-birmane (en)

- Quemoy (en)
- Denbu (en)
- Nan'ao (en)
- Île de Hainan (en)
- Dongshan (1re) (en)
- Wanshan (en)
- Bataille de l'île de Nanpeng (en)
- Nanri
- Nanpeng (en)
- Dalushan (en)
- Dongshan (2e)
- Yijiangshan
- Tachen
- Dong-Yin

 (février 2021).
Si vous disposez d'ouvrages ou d'articles de référence ou si vous connaissez des sites web de qualité traitant du thème abordé ici, merci de compléter l'article en donnant les références utiles à sa vérifiabilité et en les liant à la section « Notes et références ».
L'incident de la Nouvelle Quatrième armée (新四軍事件), aussi appelé incident de l'Anhui du Sud (皖南事变), se déroule en Chine en janvier 1941 durant la Seconde guerre sino-japonaise. Épisode de la guerre civile chinoise, théoriquement suspendue à l'époque, il marque la fin de la coopération réelle entre les nationalistes et les communistes.
La République de Chine et la République populaire de Chine ont chacune leur version de cet incident. Selon Taipei, il s'agit d'une action punitive contre l'insubordination communiste, et selon Pékin, il s'agit d'une trahison nationaliste.

## Causes

### Point de vue nationaliste
À l'automne 1940, la Nouvelle Quatrième armée communiste  attaque les forces nationalistes de Han Deqin (en). Cependant, dans le livre de Benton, New Fourth Army, il est mentionné que l'attaque communiste n'est en fait qu'une contre-attaque en réponse à une attaque initiale de Han Deqin qui est elle-même le résultat de provocation et de harcèlement des forces nationalistes par Chen Yi. Quoi qu'il en soit, le conflit entraîne de lourdes pertes pour les communistes.

### Point de vue communiste
Pour les historiens de la République populaire de Chine, l'incident débute en décembre 1940, quand Tchang Kaï-chek ordonne à la 8e armée de route et à la Nouvelle Quatrième armée de se retirer de l'Anhui et du Jiangsu pour partir vers le Nord du fleuve Jaune dans un mois. En réponse, le Parti communiste accepte uniquement de déplacer les troupes de la Nouvelle Quatrième armée au Sud de l'Anhui (Wannan) jusqu'à la rive Nord du Yangzi Jiang. Le 4 janvier, la force de 9 000 hommes quitte Yunling avec l'intention de traverser le fleuve en trois points.

## Embuscade
Le 5 janvier, les forces communistes sont encerclées à Maolin par une troupe nationaliste de 80 000 hommes commandée par Shangguan Yunxiang (en) qui attaque les jours suivants. Après plusieurs journées de combat, de lourdes pertes - y compris celles de nombreux travailleurs civils qui occupent des postes aux quartiers généraux de l'armée - sont infligées à la Nouvelle Quatrième armée en raison de la supériorité numérique écrasante des troupes nationalistes. Le 13 janvier, Ye Ting, voulant sauver ses hommes, se rend au quartier-général de Shangguan Yunxiang pour négocier les termes de la reddition. À son arrivée, il est arrêté et gardé en détention. Le commissaire politique de la Nouvelle Quatrième armée Xiang Ying (en) est tué, et seuls 2 000 soldats, menés par Huang Huoxing et Fu Qiutao (en), parviennent à prendre la fuite.

## Conséquences
Tchang Kaï-chek ordonne la dissolution de la Nouvelle Quatrième armée le 17 janvier, et envoie Ye Ting à la cour martiale. Cependant, le 20 janvier, le Parti communiste chinois à Yan'an ordonne la réorganisation de l'armée. Chen Yi en est nommé commandant et Liu Shaoqi, commissaire politique. Le nouveau quartier général se trouve au Jiangsu, qui est maintenant le quartier général de la Nouvelle Quatrième armée et de la 8e armée de route. Ensemble, elles totalisent sept divisions et une brigade indépendante totalisant plus de 90 000 soldats.
Pour cet incident, selon le Parti communiste chinois, le Parti nationaliste est critiqué pour avoir créé des conflits internes alors les Chinois étaient censés s'unir contre les Japonais. En revanche, le Parti communiste chinois est considéré comme un héros à l'avant-garde de la lutte contre la trahison japonaise et nationaliste. Bien qu'à la suite de cet incident, le Parti communiste ait perdu le contrôle des terres au Sud de Changjiang, il s'attire le soutien de la population, ce qui renforce ses fondations au Nord de Changjiang.
Selon le Parti nationaliste, cet incident est une réponse à de nombreux épisodes de trahison et de harcèlement de la part de la Nouvelle Quatrième armée.
Le roman Fushi de Mao Dun parle de cet incident.